# Ширяев, Иван Григорьевич
Иван Григорьевич Ширяев (1 апреля 1862, с. Таволожка, Саратовская губерния — 22 января 1915, Саратов) — русский революционер, народник, журналист.

## Биография
Иван Григорьевич Ширяев родился в семье управляющего имением помещиков Языковых, вольноотпущенника Григория Степановича Ширяева (1825-16.09.1870) и дочери дьячка Ларисы Ивановны (в девичестве Сергеева, р.1839). В семье было семеро детей, двое из которых — сын и дочь, умерли в младенчестве. Кроме Ивана в семье были старшие братья — Степан (22.10.1857 — 18.08.1881) и Пётр (15.11.1859 — 1.04.1899), младший брат — Николай (р. 30.03.1864), сестра Елена (р. 29.05.1867).
В 1872 году поступил в Саратовскую мужскую гимназию благодаря протекции и материальной помощи помещика Языкова Н. П.
С 1874 года под влиянием старших братьев Степана и Петра вошёл в гимназический кружок самообразования.<
В мае 1875 года вышел из гимназии, понимая, что иначе будет исключён без права поступления в другие учебные заведения, но не отказался от дальнейшего участия в революционном движении.
Участвовал в движении «хождения в народ». Участник новосаратовского поселения народников-сепаратистов, помощник волостного писаря.
В апреле 1879 года привлекался к полицейскому дознанию, связанному с пребыванию на территории Саратовской губернии террориста, покушавшегося на императора Александра II А. К. Соловьева. Для проведения расследования был этапирован в Санкт-Петербург.
После окончания следствия был выслан из Петербурга в Саратов под надзор полиции.
Работал корреспондентом в ряде центральных и местных печатных изданий.
Впоследствии стал крупной величиной в саратовском журналистском мире. Его называли «королём репортёров».
Умер в Саратове 22 января 1915 года.